# 皮埃尔·埃泰
皮埃尔·埃泰（法語： 法語：[etɛks]；1928年11月23日—2016年10月14日）是一位法国小丑表演者，喜剧演员和电影导演。皮埃尔·埃泰拍摄了一系列的短片和剧情长片，其中许多电影是由让-克劳德·卡里埃编剧。1963年，他获得了奥斯卡最佳实景短片奖。由于与发行公司的法律纠纷，他的电影从1970年代到2009年一直无法上映。
同时，皮埃尔·埃泰也作为演员，助理导演和喜剧编剧与雅克·塔蒂，罗伯特·布列松，大岛渚，奥达·伊奥塞里安尼以及杰瑞·刘易斯等人合作，后两人在未发行的电影《小丑的哭泣》中饰演喜剧演员。

## 生平
1928年，皮埃尔·埃泰出生于法国罗阿讷。他曾接受平面设计师的培训，并师从狄奥多-杰拉德·汉森学习花窗玻璃的艺术。他后来定居巴黎，在一家杂志担任插图画家，并在歌舞厅和音乐厅演出。
1954年，他遇到了雅克·塔蒂，并在塔蒂的电影《我的舅舅》中饰演杂技演员，同时亦制作电影的宣传海报。1958年起担任助理导演。根据许多电影评论家以及其他电影制片人说法，皮埃尔·埃泰是闹剧和喜剧默片大师时代的接班人，例如巴斯特·基顿，哈罗德·劳埃德，哈里·朗顿，麦克斯·林代，查理·卓别林，劳莱与哈台。
他在1963年执导了他的第一部长片《求爱者》，1964年执导了《悠悠》，在这两部电影里他向马戏团世界致敬。然后，他执导了两部长片，《最佳状态》（1965）和与卡里尔合编的《挚爱》（1968）。
面对法国马戏团艺术家的匮乏，他决定与妻子安妮·弗雷特里尼成立国家马戏学校（1973年），并在自己的马戏团巡回演出中穿着白色小丑服，长期扮演流浪汉。
2016年10月14日，皮埃尔·埃泰在巴黎死于肠道感染并发症。享年87岁。
杰瑞·刘易斯曾经说过，他一生中有两次了解天才的含义：第一次是他在字典中查找定义，第二次是他遇到皮埃尔·埃泰。

## 获奖情况
- 1962年，路易·德吕克奖 《求爱者》
- 1963年，第三届莫斯科电影节特别奖 《求爱者》[3]
- 1963年，奥斯卡最佳实景短片奖 《纪念日快乐》
- 2011年，特柳赖德电影节银章
- 2012年，阿德曼视觉喜剧奖， [4]
- 2013年，艺术与文学勋章 [5]
- 2013年，戏剧和作曲家协会大奖

## 影视作品

### 作为导演[6]
- 1961年，短片《失位》
- 1962年，短片《纪念日快乐》
- 1962年，《求爱者》
- 1964年，短片《失眠》
- 1965年，短片《最佳露营地》
- 1965年，《悠悠》
- 1966年，《最佳状态》
- 1969年，《挚爱》
- 1971年，《牛奶和蜂蜜的土地》
- 1987年，电视电影《先生的年龄已经提前》
- 1988年，短片《梅里爱的噩梦》
- 1989年，纪录片《我于太空书写》

### 作为演员
- 1959年，《扒手》
- 1960年，《军事游戏》（未署名）
- 1961年，《失位》
- 1962年，《纪念日快乐》
- 1962年，《求爱者》
- 1962年，《大头》
- 1965年，《最佳露营地》
- 1965年，《悠悠》
- 1969年，《挚爱》
- 1972年，《小丑那天哭了》
- 1975年，《虐并快乐着》
- 1984年，《记忆辅助》
- 1986年，《马克斯我的爱》
- 1987年，《温顺的夜晚》
- 1987年，《白痴》
- 1989年，《布瓦与贝居榭》
- 1990年，《情迷六月花》
- 2006年，《秋天的花园》
- 2008年，《路西法和我》
- 2009年，《尽情游戏》
- 2011年，《勒阿弗尔》
- 2015年，《冬之歌》